# Zuidelijke pijpbloemvlinder
De zuidelijke pijpbloemvlinder (Zerynthia polyxena) is een dagvlinder uit de familie Papilionidae (grote pages). De soort kan verward worden met de Spaanse pijpbloemvlinder.

## Kenmerken
De vleugels vertonen een opvallende zwartgele tekening. De spanwijdte bedraagt 52 tot 56 millimeter. Het vrouwtje is aanzienlijk groter dan het mannetje.

## Verspreiding en leefgebied
De soort komt voor in rotsachtige streken in Zuidoost-Europa, Italië en het zuidoosten van Frankrijk. Hij vliegt op een hoogte van zeeniveau tot 1700 meter, maar blijft meestal onder de 900 meter.

## Waardplanten
De waardplanten zijn verschillende Aristolochia-soorten.

## Vliegtijd
De vliegtijd is van maart tot in juni, in één generatie. De pop overwintert.

## Taxonomie
De zuidelijke pijpbloemvlinder hoort tot het ondergeslacht Zerynthia, en de wetenschappelijke naam wordt daarom wel weergegeven als Zerynthia (Zerynthia) polyxena

Zuidelijke pijpbloemvlinder
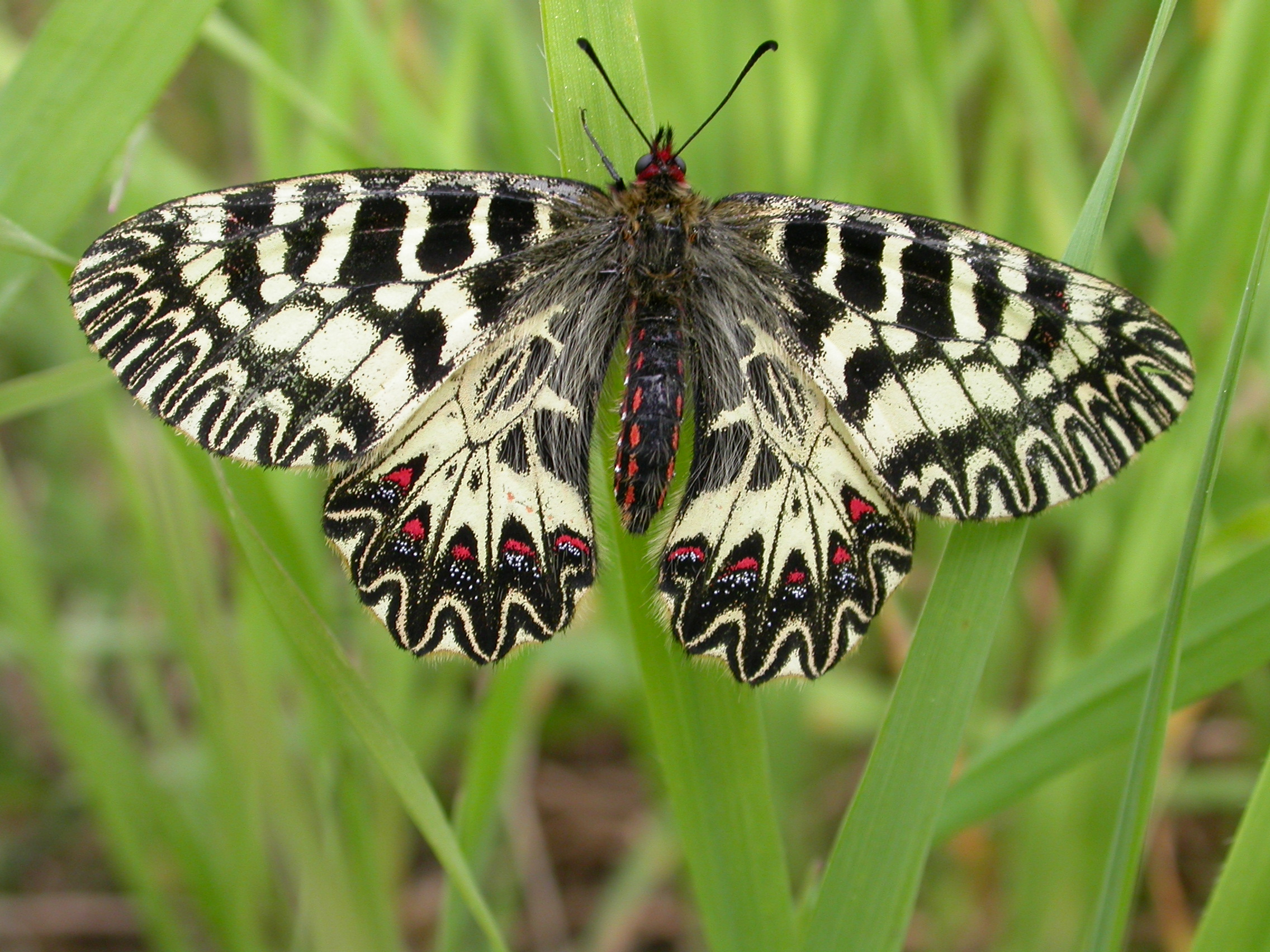
imago
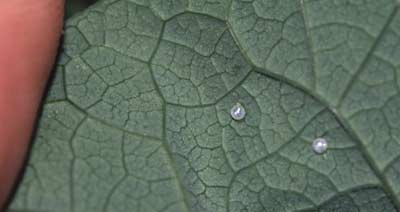
Eitjes
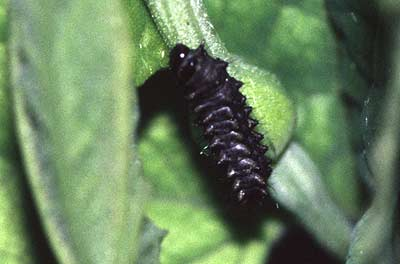
Jonge rups op Aristolochia rotunda
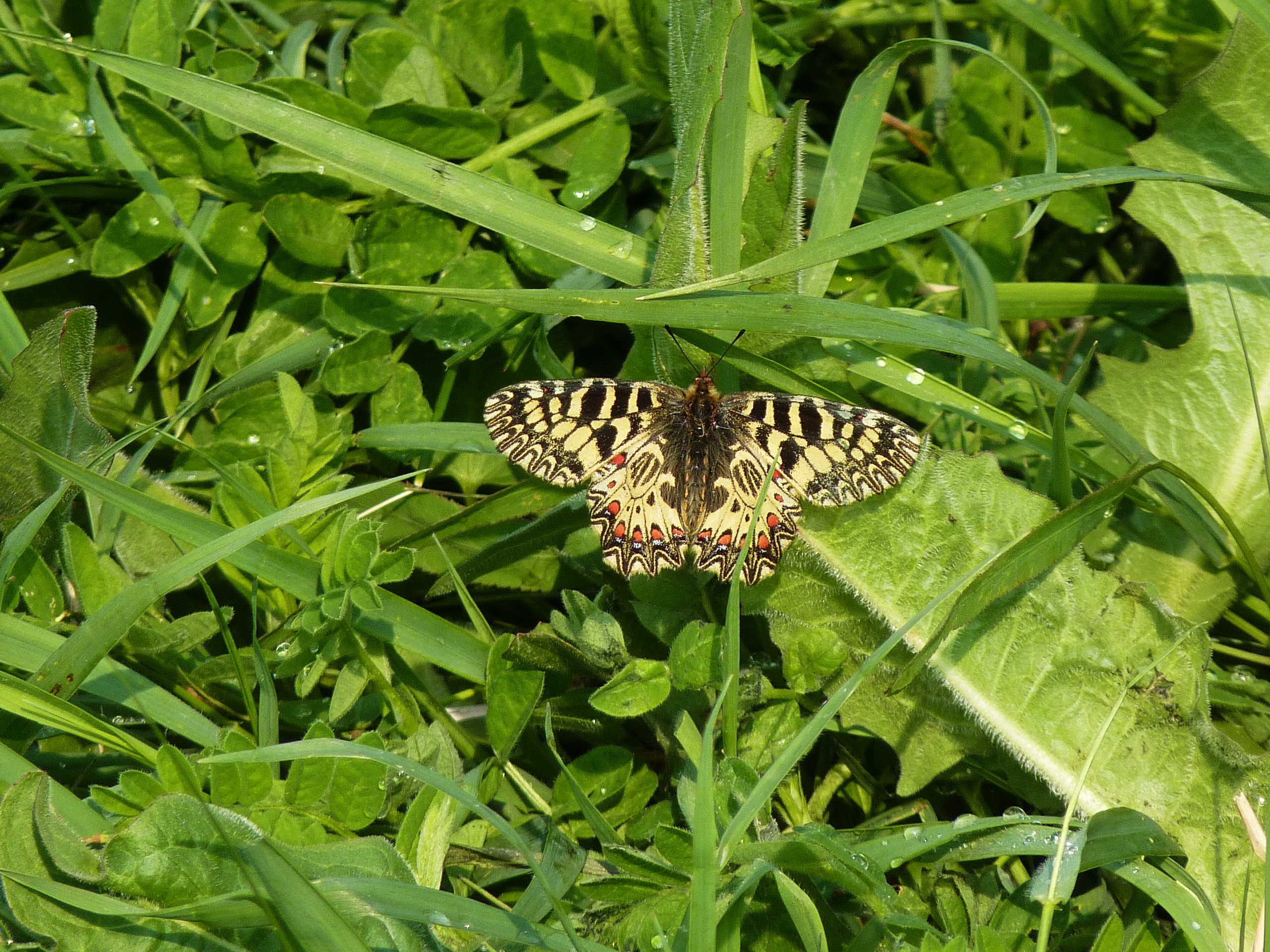